# Macauba-Palme

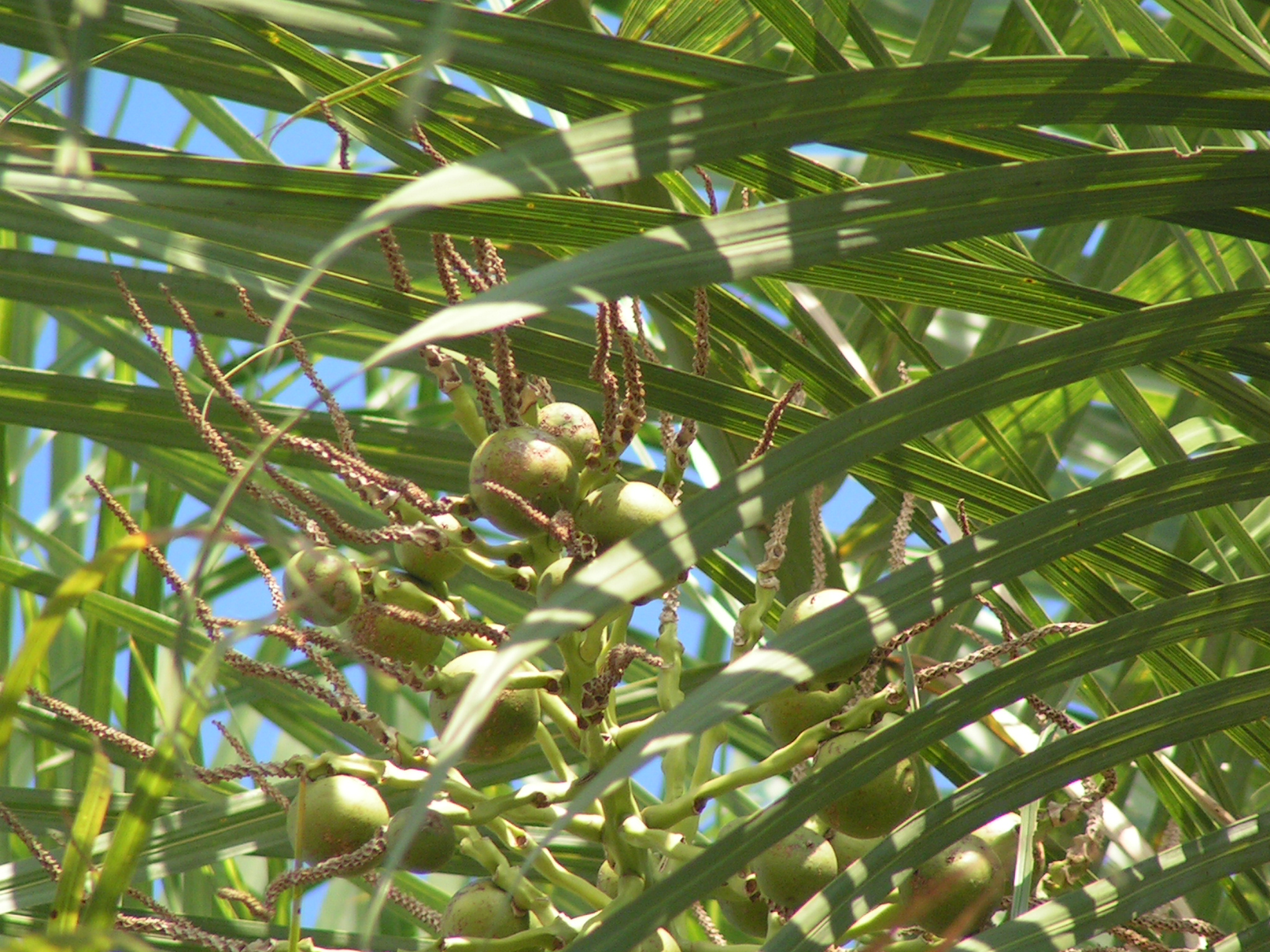
Früchte der Macauba-Palme

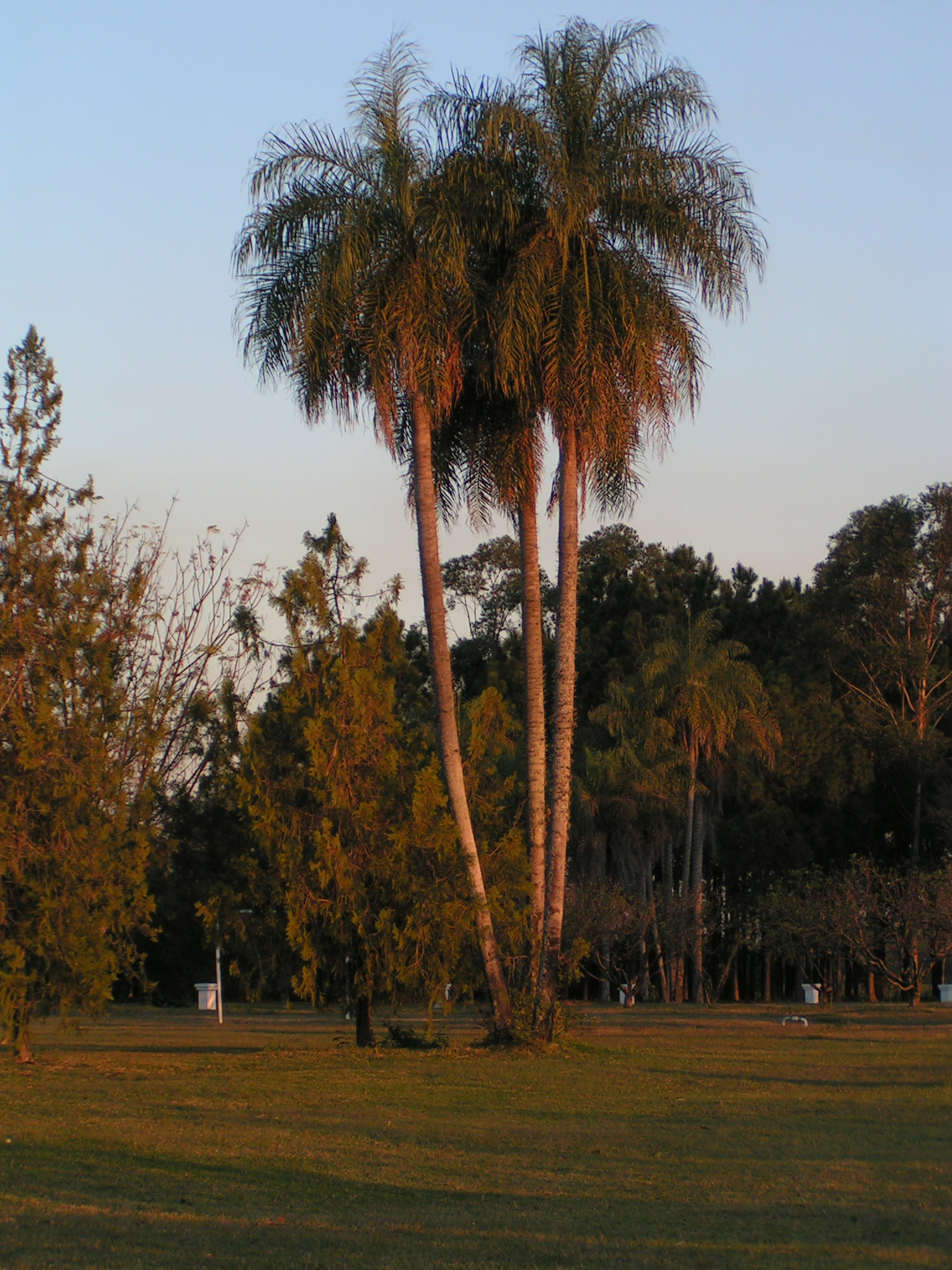
Macauba-Palmen

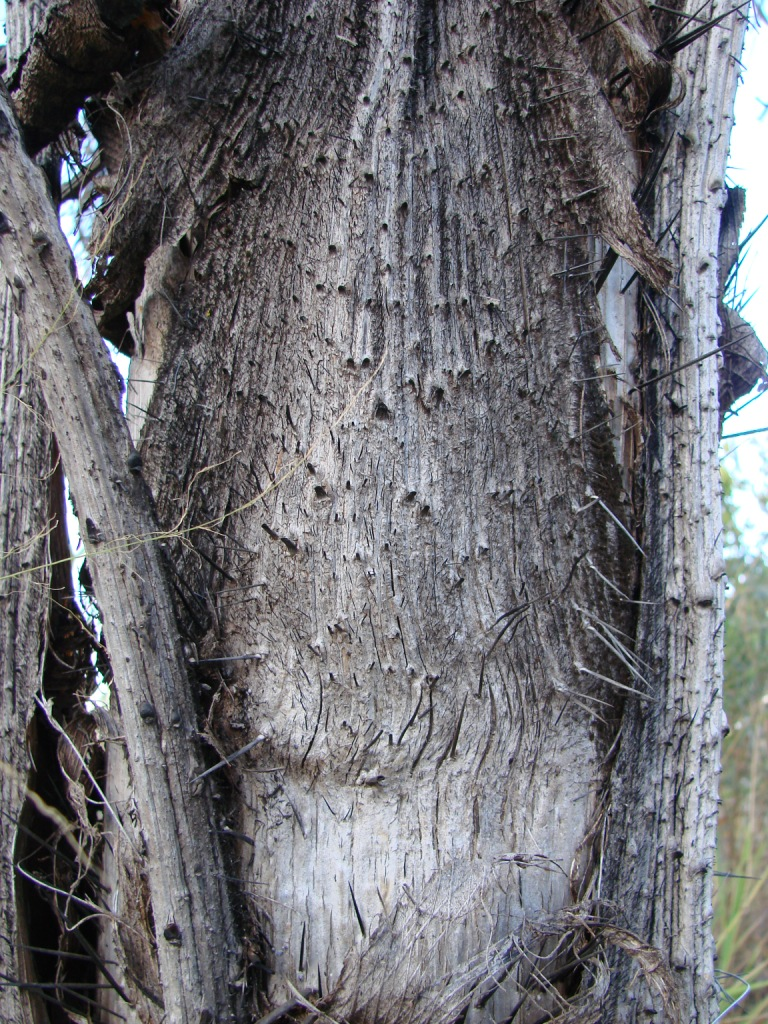
Nahaufnahme des Stammes

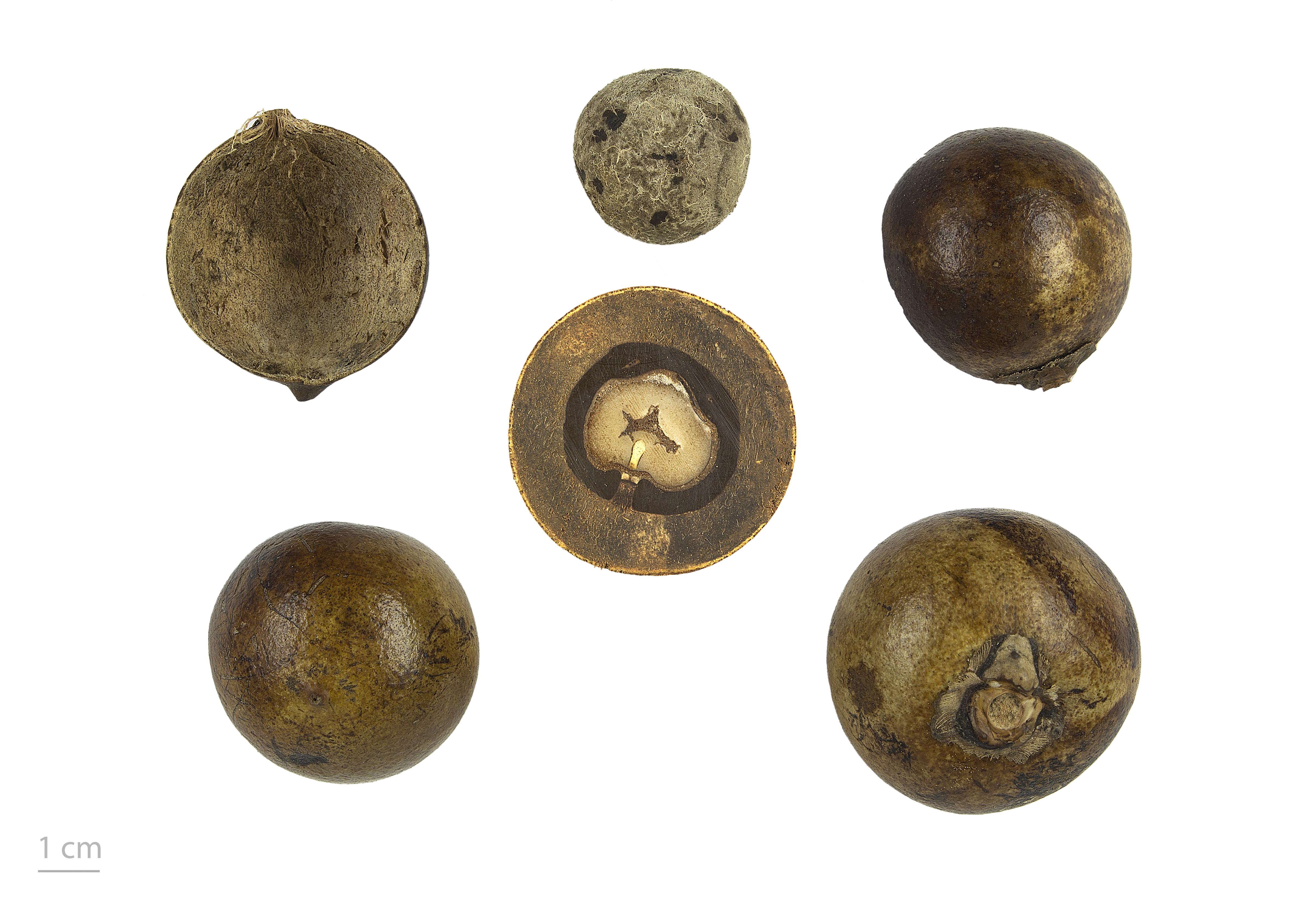
Acrocomia aculeata

Die Macauba-Palme (Acrocomia aculeata) (andere Bezeichnungen sind: macaíba, boicaiuva, macaúva, coco-de-catarro, coco-baboso, coco-de-espinho oder auch Grugru-Palme) ist eine tropische Pflanzenart Amerikas aus der Familie der Palmen. Sie fällt besonders durch die zahlreichen langen und sehr spitzen Stacheln am Stamm, an den Blattspindeln und Blattstielen auf.

## Beschreibung
Macauba-Palmen werden meist nicht höher als 10 bis 12 Meter, in Brasilien bis 16 Meter und auf Puerto Rico bis 18 Meter. Der Stamm ist grau und erreicht einen Durchmesser (BHD) von 35 Zentimetern (selten bis 50 Zentimeter). Kennzeichnend für die Art sind die ringförmig am Stamm angeordneten dünnen, schwarzen Stacheln, die im oberen Bereich des Stammes besonders häufig sind und im unteren Bereich abgestoßen werden. Die Stacheln erreichen Längen von 5 bis 7,5 Zentimetern, selten bis zu 15 Zentimetern.
Die Krone besteht aus etwa 20 (bis zu 40) grünen und mehreren braunen, trockenen und bald abfallenden, ledrigen Blättern von 3 bis 4 Metern Länge. Die Lebensdauer der Blätter beträgt etwa 2 Jahre. Sie sind in zahlreiche schmale und spitz zulaufende Segmente von bis zu 60 Zentimetern Länge und nur 6 Millimetern Breite geteilt. Die Oberseite ist glänzend grün, die Unterseite stumpf blaugrün. Blattstiele, Rhachis und junge Sämlinge sind ebenfalls mit Stacheln besetzt.
Die Palme kann über das ganze Jahr Blüten und Früchte tragen. Hauptblütezeit in Brasilien ist die Zeit von Mitte Oktober bis Mitte November, in Costa Rica von April bis Mai. Sie wird von verschiedenen Käferarten bestäubt, Selbstbefruchtung ist möglich.
Die Macauba-Palme ist einhäusig getrenntgeschlechtig (Monözie).
Der rispige Blütenstand weist eine Länge von 0,9 bis 1,5 Meter auf mit einem stacheligen Stiel. Dabei sind die männlichen Blüten im Spitzenbereich des Blütenstands und die weiblichen an der Basis angeordnet. Einzelne Rispen bestehen aus bis zu 55 Rispenästen und können bis zu 90.000 männliche und 650 weibliche Blüten tragen. Die männlichen Blüten sind 7 Millimeter lang und haben drei kleine, eiförmige Kelchblätter, eine dreizipfelige Blütenkrone, sechs an der Spitze der Kronröhre ansetzende Staubblätter und einen rudimentären Stempel. Die weiblichen Blüten sind 1 Zentimeter lang und haben schuppenartige Kelchblätter, drei sich überschneidende Kronblätter und drei Griffel.
Etwa ein Jahr nach der Blüte werden die reifen, einsamigen Steinfrüchte abgeworfen. Sie haben Durchmesser von 2,5 bis 5 Zentimetern, ein Gewicht von etwa 24 Gramm, sind von grünlich gelber bis bräunlicher Farbe, rund und am Apex punktförmig zugespitzt. Jährlich werden 100 bis 200 Früchte gebildet, in Ausnahmefällen bis zu 2000. Das Fruchtfleisch (Mesokarp) ist faserig und schmeckt süßlich. Es umschließt einen sehr harten Steinkern. Die Samen sind zur Zeit der Fruchtreife weich und gallertartig und werden erst im Boden im Laufe eines weiteren Jahres hart. Das Tausendkorngewicht beträgt etwa 9 Kilogramm.
Die Keimung erfolgt hypogäisch, danach entwickeln junge Sämlinge an der Sprossbasis eine Anschwellung, von der zahlreiche weiße, starre Wurzeln ausgehen. Nach einem Jahr werden Höhen von 1 Meter erreicht. Das Wachstum der Art ist langsam bis mäßig.

## Verbreitung und Standortansprüche
Das natürliche Areal der Art erstreckt sich von Mexiko und den Westindischen Inseln über Bolivien und Paraguay bis nach Brasilien und Argentinien. Man findet sie nicht in Ecuador oder Peru.
Die Art bevorzugt tiefere Lagen, kommt in den kolumbianischen Anden aber bis in 1200 Metern Höhe vor. Sie sind empfindlich gegen Beschattung, besonders günstig verläuft die Entwicklung in offenem Gelände, z. B. auf Weideflächen. Die Art verträgt Salzwassergischt und wird selten durch Wind umgeworfen. Nur wiederholte intensive Brände können den Stamm verletzen und die Bäume in Gefahr bringen.
Über weitere Standortansprüche ist wenig bekannt. Auf Puerto Rico wächst die Macauba-Palme in Küstennähe auf Sandböden gemeinsam z. B. mit dem Noni-Baum (Morinda citrifolia).

## Systematik
Die Verbreitung der Art erstreckt sich auf ein großes Gebiet und führte zu großer morphologischer Variabilität, was zur Einteilung in viele regional begrenzte Taxa (37 mit Artstatus, 1 Varietät) führte. Inzwischen werden in der Gattung nur mehr zwei Arten unterschieden, neben Acrocomia aculeata noch Acrocomia hassleri (Barbosa Rodrigues) W. J. Hahn. Möglicherweise bildet Acrocomia totei eine dritte Art.
Synonyme für die Art sind (Auswahl): Acrocomia media, Acrocomia mexicana, Acrocomia vinifera, Acrocomia totai.

## Verwendung
Die Samen sind essbar und stellten in Mittelamerika für die Ureinwohner ein Nahrungsmittel dar. Auch Palmwein, vergorener Phloem-Saft verletzter Stämme, wird getrunken. Der hohe Ölgehalt der Früchte wird in Südamerika zur Herstellung von Seife genutzt. Das harte Holz des Stammmantels wird für Dielungen und zur Herstellung von Spazierstöcken verwendet. Aus dem ausgehöhlten Stamm werden traditionell Alfaiatrommeln hergestellt. Die Palme wird auch in der Landschaftspflege eingesetzt.
Die zur Ölgewinnung genutzten Samen sind auch unter dem Trivialnamen Grugru-Nüsse (oder auch Gru Gru Kerne) bekannt. In südamerikanischen Staaten gibt es Ideen, das aus den Früchten der Macauba-Palme gewonnene Öl in großem Stil zu klimafreundlichen Flugzeug-Treibstoff zu verarbeiten. Die dazu nötige Infrastruktur und konkrete Pläne gibt es allerdings noch nicht.